# Campionati del mondo juniores di atletica leggera 2006
I Campionati del mondo juniores di atletica leggera 2006 (11ª edizione), si sono svolti a Pechino, in Cina dal 15 al 20 agosto. Le competizioni si sono tenute al Chaoyang Sport Centre.

## Medagliati

### Uomini
| Specialità | Oro                                                                   | Prestazione | Argento                                                              | Prestazione | Bronzo                                                                               | Prestazione |
| Corse piane |                                                                       |             |                                                                      |             |                                                                                      |             |
| 100 m | Harry Aikines-Aryeetey                                                | 10"37       | Justyn Warner                                                        | 10"39       | Yohan Blake                                                                          | 10"42       |
| 200 m | Marek Niit                                                            | 20"96       | Bryan Barnett                                                        | 21"00       | Alexander Nelson                                                                     | 21"14       |
| 400 m | Renny Quow                                                            | 45"74       | Justin Oliver                                                        | 45"78       | Martyn Rooney                                                                        | 45"87       |
| 800 m | David Rudisha                                                         | 1'47"40     | Jackson Kivuva                                                       | 1'47"64     | Abraham Chepkirwok                                                                   | 1'47"79     |
| 1.500 m | Remmy Ndiwa                                                           | 3'40"44     | Abdalaati Iguider                                                    | 3'40"73     | Belal Mansoor Ali                                                                    | 3'41"36     |
| 5.000 m | Tariku Bekele                                                         | 13'31"34    | Abreham Cherkos                                                      | 13'35"95    | Joseph Ebuya                                                                         | 13'42"93    |
| 10.000 m | Ibrahim Jeilan                                                        | 28'53"29    | Joseph Ebuya                                                         | 28'53"46    | Aadam Ismaeel Khamis                                                                 | 28'54"30    |
| 10.000 m marcia | Bo Xiangdong                                                          | 42'50"26    | Huang Zhengyu                                                        | 43'13"29    | Yūsuke Suzuki                                                                        | 43'45"62    |
| Corse a ostacoli |                                                                       |             |                                                                      |             |                                                                                      |             |
| 110 hs (99 cm) | Artur Noga                                                            | 13"23       | Samuel Coco-Viloin                                                   | 13"35       | Konstadinos Douvalidis                                                               | 13"39       |
| 400 hs | Chris Carter                                                          | 50"08       | Bandar Sharahili                                                     | 50"34       | Stanislav Melnykov                                                                   | 50"43       |
| 3.000 siepi | Willy Komen                                                           | 8'14"00     | Bisluke Kiplagat                                                     | 8'18"11     | Abdelghani Aït Bahmad                                                                | 8'20"05     |
| Salti |                                                                       |             |                                                                      |             |                                                                                      |             |
| Salto in alto | Huang Haiqiang                                                        | 2,32 m      | Niki Palli                                                           | 2,29 m      | Bohdan Bondarenko                                                                    | 2,26 m      |
| Salto con l'asta | Germán Chiaraviglio                                                   | 5,71 m      | Yang Yansheng                                                        | 5,54 m      | Leonid Kivalov                                                                       | 5,42 m      |
| Salto in lungo | Robert Crowther                                                       | 8,00 m      | Antone Belt                                                          | 7,95 m      | Zhang Xiaoyi                                                                         | 7,86 m      |
| Salto triplo | Benjamin Compaoré                                                     | 16,61 m     | Hugo Chila                                                           | 16,49 m     | Zhong Minwei                                                                         | 16,29 m     |
| Lanci |                                                                       |             |                                                                      |             |                                                                                      |             |
| Getto del peso (6 kg) | Margus Hunt                                                           | 20,53 m     | Mostafa Abdul El-Moaty                                               | 20,14 m     | Guo Yanxiang                                                                         | 19,97 m     |
| Lancio del disco (1,75 kg) | Margus Hunt                                                           | 67,32 m     | Mohammad Samimi                                                      | 63,00 m     | Martin Wierig                                                                        | 62,17 m     |
| Lancio del giavellotto | John Robert Oosthuizen                                                | 83,07 m     | Ari Mannio                                                           | 77,26 m     | Roman Avramenko                                                                      | 76,01 m     |
| Lancio del martello (6 kg) | Evgeny Aydamirov                                                      | 78,42 m     | Kristóf Németh                                                       | 78,39 m     | Marcel Lomnický                                                                      | 77,06 m     |
| Prove multiple |                                                                       |             |                                                                      |             |                                                                                      |             |
| Decathlon | Arkadiy Vasilyev                                                      | 8.059 p.    | Yordanis García                                                      | 7.850 p.    | Jordan Vandermade                                                                    | 7.807 p.    |
| Staffette |                                                                       |             |                                                                      |             |                                                                                      |             |
| Staffetta 4×100 m | Giamaica Winston Barnes Remaldo Rose Cawayne Jervis Yohan Blake       | 39"05       | Stati Uniti Evander Wells Gordon McKenzie Willie Perry Brandon Myers | 39"21       | Regno Unito Rion Pierre Alexander Nelson Wade Bennett-Jackson Harry Aikines-Aryeetey | 39"24       |
| Staffetta 4×400 m | Stati Uniti Quentin Summers Justin Oliver Bryshon Nellum Chris Carter | 3'03"76     | Russia Maksim Dyldin Dmitry Buryak Vyacheslav Sakaev Anton Kokorin   | 3'05"13     | Regno Unito Chris Clarke Grant Baker Kris Robertson Martyn Rooney                    | 3'05"49     |
| record mondiale; record mondiale stagionale; miglior prestazione mondiale under 20; miglior prestazione mondiale stagionale under 20; record africano; record asiatico; record europeo; record nord-centroamericano e caraibico; record sudamericano; record oceaniano; record dei campionati; record nazionale; record nazionale under 20; record personale; record personale stagionale. |                                                                       |             |                                                                      |             |                                                                                      |             |

### Donne
| Specialità | Oro                                                                      | Prestazione | Argento                                                          | Prestazione | Bronzo                                                                       | Prestazione |
| Corse piane |                                                                          |             |                                                                  |             |                                                                              |             |
| 100 m | Tezdzhan Naimova                                                         | 11"28       | Gabby Mayo                                                       | 11"42       | Carrie Russell                                                               | 11"42       |
| 200 m | Tezdzhan Naimova                                                         | 22"99       | Vanda Gomes                                                      | 23"59       | Ewelina Klocek                                                               | 23"63       |
| 400 m | Danijela Grgić                                                           | 50"78       | Sonita Sutherland                                                | 51"42       | Nawal El Jack                                                                | 51"67       |
| 800 m | Olga Cristea                                                             | 2'04"52     | Winny Chebet                                                     | 2'04"59     | Rebekah Noble                                                                | 2'04"90     |
| 1.500 m | Irene Jelagat                                                            | 4'08"88     | Mercy Kosgei                                                     | 4'12"48     | Yuriko Kobayashi                                                             | 4'12"88     |
| 3.000 m | Veronica Nyaruai                                                         | 9'02"90     | Pauline Korikwiang                                               | 9'05"21     | Song Liwei                                                                   | 9'06"35     |
| 5.000 m | Xue Fei                                                                  | 15'31"61    | Florence Kiplagat                                                | 15'32"34    | Mary Ngugi                                                                   | 15'36"82    |
| 10.000 m marcia | Liu Hong                                                                 | 45'12"84    | Tat'jana Šemjakina                                               | 45'34"41    | Anamaria Greceanu                                                            | 46'45"67    |
| Corse a ostacoli |                                                                          |             |                                                                  |             |                                                                              |             |
| 100 hs | Yekaterina Shtepa                                                        | 13"33       | Christina Vukicevic                                              | 13"34       | Tiffany Ofili                                                                | 13"37       |
| 400 hs | Kaliese Spencer                                                          | 55"11       | Nicole Leach                                                     | 55"55       | Sherene Pinnock                                                              | 56"67       |
| 3.000 siepi | Caroline Tuigong                                                         | 9'40"95     | Ancuţa Bobocel                                                   | 9'46"19     | Mekdes Bekele                                                                | 9'48"67     |
| Salti |                                                                          |             |                                                                  |             |                                                                              |             |
| Salto in alto | Svetlana Radzivil                                                        | 1,91 m      | Zheng Xingjuan                                                   | 1,88 m      | Annett Engel Yekaterina Yevseyeva                                            | 1,84 m      |
| Salto con l'asta | Zhou Yang                                                                | 4,30 m      | Tina Šutej                                                       | 4,25 m      | Vicky Parnov                                                                 | 4,20 m      |
| Salto in lungo | Rhonda Watkins                                                           | 6,46 m      | Anika Leipold                                                    | 6,42 m      | Zhang Yuan                                                                   | 6,41 m      |
| Salto triplo | Kaire Leibak                                                             | 14,43 m     | Sha Li                                                           | 14,01 m     | Liliya Kulyk                                                                 | 14,01 m     |
| Lanci |                                                                          |             |                                                                  |             |                                                                              |             |
| Getto del peso | Melissa Boekelman                                                        | 17,66 m     | Denise Hinrichs                                                  | 17,35 m     | Irina Tarasova                                                               | 17,11 m     |
| Lancio del disco | Dani Samuels                                                             | 60,63 m     | Pan Saili                                                        | 57,40 m     | Tan Jian                                                                     | 56,09 m     |
| Lancio del giavellotto | Sandra Schaffarzik                                                       | 60,45 m     | Vira Rebryk                                                      | 57,79 m     | Marharyta Dorozhon                                                           | 57,68 m     |
| Lancio del martello | Bianca Perie                                                             | 67,38 m     | Anna Bulgakova                                                   | 65,73 m     | Hao Shuai                                                                    | 64,26 m     |
| Prove multiple |                                                                          |             |                                                                  |             |                                                                              |             |
| Eptathlon | Tat'jana Černova                                                         | 6.227 p.    | Ida Marcussen                                                    | 6.020 p.    | Yana Panteleyeva                                                             | 5.979 p.    |
| Staffette |                                                                          |             |                                                                  |             |                                                                              |             |
| Staffetta 4×100 m | Stati Uniti Jeneba Tarmoh Alexandria Anderson Elizabeth Olear Gabby Mayo | 43"49       | Francia Johanna Danois Emilie Gaydu Joellie Baflan Céline Distel | 44"20       | Giamaica Naffene Briscoe Anasthasia Leroy Carrie Russell Schillonie Calvert  | 44"22       |
| Staffetta 4×400 m | Stati Uniti Jessica Beard Brandi Cross Sa'de Williams Nicole Leach       | 3'29"01     | Nigeria Folashade Abugan Ajoke Odumosu Joy Eze Sekinat Adesanya  | 3'30"84     | Giamaica Latoya McDermotte Sherene Pinnock Sonita Sutherland Kaliese Spencer | 3'31"62     |
| record mondiale; record mondiale stagionale; miglior prestazione mondiale under 20; miglior prestazione mondiale stagionale under 20; record africano; record asiatico; record europeo; record nord-centroamericano e caraibico; record sudamericano; record oceaniano; record dei campionati; record nazionale; record nazionale under 20; record personale; record personale stagionale. |                                                                          |             |                                                                  |             |                                                                              |             |

## Medagliere
| Posizione | Paese             | Oro | Argento | Bronzo | Totale |
| --------- | ----------------- | --- | ------- | ------ | ------ |
| 1         | Kenya             | 6   | 7       | 2      | 15     |
| 2         | Cina              | 5   | 5       | 7      | 17     |
| 3         | Stati Uniti       | 4   | 5       | 2      | 11     |
| 4         | Russia            | 4   | 3       | 3      | 10     |
| 5         | Estonia           | 4   | 0       | 0      | 4      |
| 6         | Giamaica          | 2   | 1       | 5      | 8      |
| 7         | Etiopia           | 2   | 1       | 1      | 4      |
| 8         | Australia         | 2   | 0       | 1      | 3      |
| 9         | Bulgaria          | 2   | 0       | 0      | 2      |
| 9         | Trinidad e Tobago | 2   | 0       | 0      | 2      |
| 11        | Germania          | 1   | 2       | 2      | 5      |
| 12        | Francia           | 1   | 2       | 0      | 3      |
| 13        | Romania           | 1   | 1       | 1      | 3      |
| 14        | Regno Unito       | 1   | 0       | 4      | 5      |
| 15        | Polonia           | 1   | 0       | 1      | 2      |
| 16        | Argentina         | 1   | 0       | 0      | 1      |
| 16        | Croazia           | 1   | 0       | 0      | 1      |
| 16        | Moldavia          | 1   | 0       | 0      | 1      |
| 16        | Paesi Bassi       | 1   | 0       | 0      | 1      |
| 16        | Sudafrica         | 1   | 0       | 0      | 1      |
| 16        | Uzbekistan        | 1   | 0       | 0      | 1      |
| 22        | Canada            | 0   | 2       | 0      | 2      |
| 22        | Norvegia          | 0   | 2       | 0      | 2      |
| 24        | Ucraina           | 0   | 1       | 5      | 6      |
| 25        | Marocco           | 0   | 1       | 1      | 2      |
| 26        | Arabia Saudita    | 0   | 1       | 0      | 1      |
| 26        | Brasile           | 0   | 1       | 0      | 1      |
| 26        | Cuba              | 0   | 1       | 0      | 1      |
| 26        | Ecuador           | 0   | 1       | 0      | 1      |
| 26        | Egitto            | 0   | 1       | 0      | 1      |
| 26        | Finlandia         | 0   | 1       | 0      | 1      |
| 26        | Iran              | 0   | 1       | 0      | 1      |
| 26        | Israele           | 0   | 1       | 0      | 1      |
| 26        | Nigeria           | 0   | 1       | 0      | 1      |
| 26        | Slovenia          | 0   | 1       | 0      | 1      |
| 26        | Ungheria          | 0   | 1       | 0      | 1      |
| 37        | Bahrein           | 0   | 0       | 2      | 2      |
| 37        | Giappone          | 0   | 0       | 2      | 2      |
| 39        | Grecia            | 0   | 0       | 1      | 1      |
| 39        | Kazakistan        | 0   | 0       | 1      | 1      |
| 39        | Nuova Zelanda     | 0   | 0       | 1      | 1      |
| 39        | Slovacchia        | 0   | 0       | 1      | 1      |
| 39        | Sudan             | 0   | 0       | 1      | 1      |
| 39        | Uganda            | 0   | 0       | 1      | 1      |
| Totale    | Totale            | 44  | 44      | 45     | 133    |